# Chuck Norris Facts

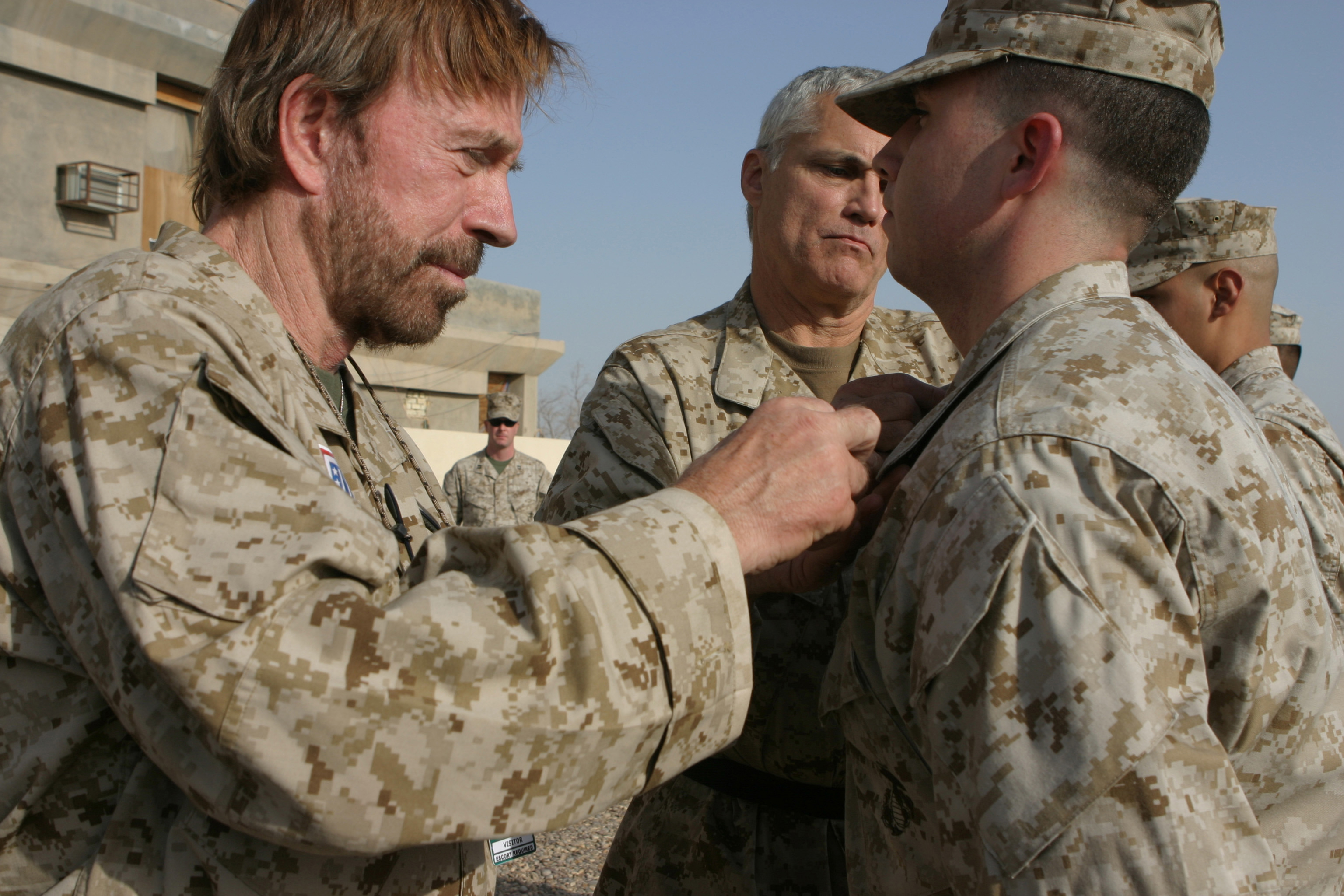
Ett massförstörelsevapen i Irak.

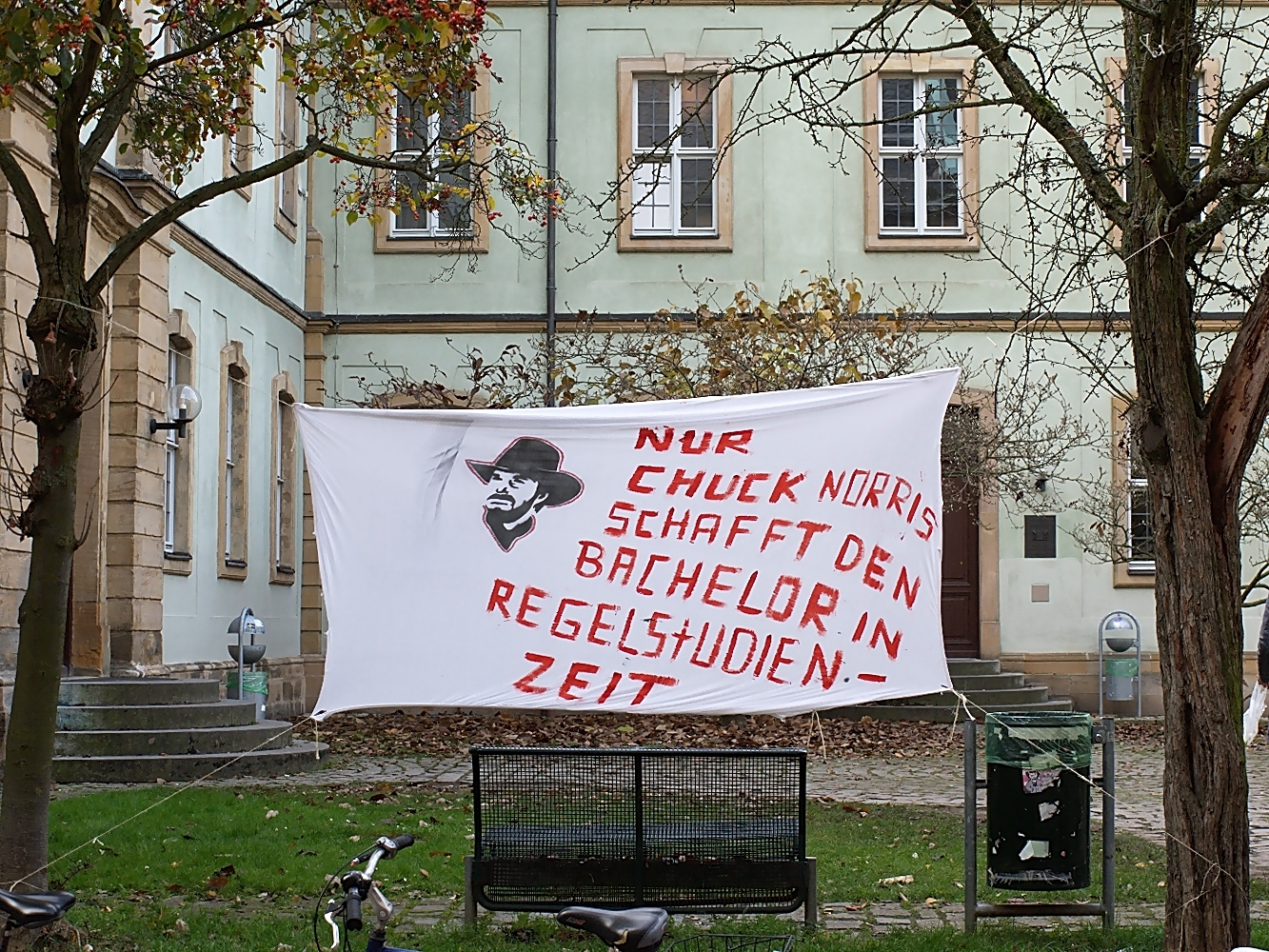
Tyska studenter protesterar mot hård studietakt. "Bara Chuck Norris klarar examen inom utsatt tid"

Chuck Norris Facts är ett internetfenomen där människor hittar på satiriska faktoider om kampsportaren och skådespelaren Chuck Norris, som består av absurda överdrifter om Norris hårdhet, attityd, manlighet och maskulinitet, exempelvis:
According to the Laws of Physics, it is impossible for Chuck Norris to build more muscle. Upon realizing this, Chuck Norris swiftly roundhouse kicked every law of physics known to man, as well as those known only by Chuck Norris. He now has the ability to will his muscles to any level of strength he desires at any given time.
”Det är enligt naturlagarna omöjligt för Chuck Norris att bygga mer muskler. När han insåg det roundhouse-sparkade han snabbt varje naturlag mänskligheten känner till, inklusive de som bara Chuck Norris känner till. Han kan nu låta sina muskler växa till vilken storlek han vill, närhelst han vill.”

## Bakgrund
Chuck Norris Facts dök ursprungligen upp på IRC och webbplatsers forum, främst på Something Awfuls forum, tidigt 2005. Conan O'Briens Chuck Norris-skämt på TV-programmet Late Night with Conan O'Brien anses vara en stor inspiration till fenomenet.

### Exempel på "Chuck Norris Facts"
- Chuck Norris tårar botar cancer. Synd bara att han aldrig har gråtit. Någonsin.
- Chuck Norris har räknat till oändligheten. Två gånger.
- Under Chuck Norris skägg så är det bara en till knytnäve.
- I Chuck Norris kalender finns det ett tomrum mellan 31 mars och 2 april, för ingen lurar Chuck Norris.
- När Chuck Norris gör armhävningar så trycker han inte sig själv uppåt. Han trycker jorden neråt.
- Även om jag står på Chuck Norris axlar är han längre än jag.
- Det finns inget som heter vulkaner; det är Chuck Norris som röker.
- Det finns inget liv på Mars, vilket beror på att Chuck Norris redan har varit där.
- Chuck Norris har en grizzlybjörnmatta hemma. Den är dock inte död utan vågar inte röra sig.
- Chuck Norris kan skära genom en kniv med smör.
- I filmen The Expendables 2 gör Chuck en biroll som delar följande anekdot.
Sylvester Stallone: ”Jag hörde att du blev biten av en kobra.” 
Chuck Norris: ”Jo, det stämmer, men efter fem dagar av outhärdlig smärta avled kobran.”